# Dmitrij Strachov
Dmitrij Vladimirovič Strachov (in russo Дмитрий Владимирович Страхов?; Vyborg, 17 maggio 1995) è un ex ciclista su strada russo, professionista dal 2016 al 2022.

## Biografia
L'11 marzo 2020 annunciò sul suo profilo Instagram di essere positivo al Coronavirus, contratto durante l'UAE Tour. Si trattò del primo caso di ciclista professionista infetto.

## Palmarès

### Strada
- 2013 (Juniores)

Trofeo Emilio Paganessi
- 2018 (Lokosphinx, sei vittorie)

Clássica da Arrábida
2ª tappa Volta ao Alentejo (Beja > Sines)
3ª tappa Volta ao Alentejo (Grândola > Arraiolos)
1ª tappa Volta Internacional Cova da Beira (Mêda > Figueira de Castelo Rodrigo)
Classifica generale Volta Internacional Cova da Beira
1ª tappa Vuelta a Asturias (Alba de Tormes > Salamanca)

### Altri successi
- 2016 (Lokosphinx)

Classifica giovani Volta Internacional Cova da Beira
- 2017 (Lokosphinx)

Classifica giovani Vuelta a la Comunidad de Madrid
Classifica giovani Volta Internacional Cova da Beira
- 2018 (Lokosphinx)

Classifica a punti Volta ao Alentejo
Classifica giovani Volta Internacional Cova da Beira
- 2022 (Gazprom-RusVelo)

Classifica sprint intermedi UAE Tour

### Pista
- 2015

Fiorenzuola, Inseguimento a squadre (con Sergey Shilov, Dmitrii Sokolov e Kirill Sveshnikov)

## Piazzamenti

### Grandi Giri
- Giro d'Italia

2019: 121º

### Classiche monumento
- Liegi-Bastogne-Liegi

2019: 65º
2021: 144º

### Competizioni mondiali
- Campionati del mondo su strada

Bergen 2017 - Cronometro Under-23: 26º
Bergen 2017 - In linea Under-23: 82º
Innsbruck 2018 - In linea Elite: ritirato
Yorkshire 2019 - In linea Elite: ritirato
Imola 2020 - In linea Elite: 62º
Fiandre 2021 - In linea Elite: ritirato
- Campionati del mondo su pista

Glasgow 2016 - Inseguimento a squadre: 5º
Hong Kong 2017 - Corsa a punti: 16º

### Competizioni europee
- Campionati europei su strada

Goes 2012 - In linea Junior: 8º
Olomouc 2013 - In linea Junior: 11º
Herning 2017 - Cronometro Under-23: 5º
Herning 2017 - In linea Under-23: 59º
Glasgow 2018 - In linea Elite: ritirato
Plouay 2020 - In linea Elite: 70º
Trento 2021 - In linea Elite: 21º
- Campionati europei su pista

Anadia 2014 - Americana Under-23: 4º
Saint-Quentin-en-Yvelines 2016 - Corsa a punti: 9º